# Matangi Island (ö i Fiji)
Matangi Island är en ö i Fiji.   Den ligger i divisionen Norra divisionen, i den västra delen av landet, 250 km väster om huvudstaden Suva. Arean är 1,1 kvadratkilometer.
Terrängen på Matangi Island är platt. Öns högsta punkt är 102 meter över havet. Den sträcker sig 1,4 kilometer i nord-sydlig riktning, och 1,7 kilometer i öst-västlig riktning.